# أحمد بن قران الزهراني
أحمد بن قران الزهراني أكاديمي وشاعر سعودي ولد في منطقة الباحة في المملكة العربية السعودية عام 1965م (1385هـ).

## الدراسة
- تلقى تعليمه الأولي في المعهد العلمي في منطقة الباحة.
- حصل على درجة البكالوريوس في تخصص الإعلام من جامعة الملك عبدالعزيز بجدة عام 2008م.
- حصل على درجة الماجستير في الإعلام والتنمية الثقافية.
- حصل على الدكتوراه في الإعلام السياسي من جامعة القاهرة 2013م.[1]

## العمل
- عمل محررًا في عدد من الصحف والمجلات، مثل: صحيفة الجزيرة، ومجلة الإعلام والاتصال.
- عمل مديرًا لإدارة الصحافة المحلية في وزارة الثقافة والإعلام سابقًا في منطقة مكة المكرمة.
- عضو في مجلس إدارة النادي الأدبي الثقافي بجدة بين عامي 1426-1432هـ.
- أشرف على لجنة الشعر في النادي الأدبي الثقافي بجدة، ومجلة عبقر التي تعنى بالشِعر.
- أشرف على (مختارات من الأدب السعودي)ن وزارة الثقافة والإعلام، 1432هـ/2011م.[2]
- عمل مديرًا عامًا للأندية الأدبية السعودية منذ عام 2014م تحت إشراف مباشر من وزير الإعلام السعودي.
- عين أستاذًا للإعلام في كلية الاتصال والإعلام بقرار من معالي مدير جامعة الملك عبد العزيز.[3]

## شاعريته
هو "أحد شعراء التسعينيات الميلادية، حافظ بجودة عالية على قصيدة التفعيلة التي تميز بها. واجترح لغة تراثية أصيلة في معظم قصائده وخصوصًا ديوانيه.. الأخيرين: بياض، ولا تجرح الماء.
أما من حيث الموضوعات، فقد تجلت في دواوينه تقاطعات الهموم الذاتية مع القومية والإنسانية. فجاءت تعبيرًا مؤثرًا عن أزمة الذات الإنسانية وعمق انكساراتها، وهو في كل هذه الموضوعات يوازن بين عمق الموضوعات وحدتها، وبين جماليات اللغة الشعرية التي تمزج اليومي بالتراثي في مزاوجة دقيقة.

## إصدارات

### دواوين
- دماء الثلج.
- بياض.
- لا تجرح الماء.
- امرأة من حلم.
- تفاصيل الفراغ.

### مؤلفات أخرى
- السلطة السياسية و الإعلام في الوطن العربي.
- الإعلام و التنمية الثقافية.[4]
- الكتابة الإعلامية وصناعة المحتوى. صدر عام 2022.
- دراسات سوسيولوجية في الثقافة والإعلام. صدر عام 2022.[5]

## وصلات خارجية
- د.أحمد قران الزهراني